# Magna Hungaria
Magna Hungaria (latinsko Magna Hungaria, Hungaria maior), dobesedno Velika Madžarska ali Stara Madžarska, je naziv pradomovine Madžarov, katere lokacija je še vedno predmet razprav. 
Magno Hungario je v 13. stoletju omenil frančiškan Giovanni da Plano Carpini v svojih poročilih o svojih potovanjih po Severni in Srednji Aziji. Pater Julijan, madžarski menih in raziskovalec iz 13. stoletja, je obiskal Magno Hungario, da bi odkril Vzhodne Madžare, skupino Madžarov, ki se je v 9. stoletju selila proti vzhodu in ne proti Panonski nižini na zahodu. 
Med zgodovinarji prevladuje mnenje, da se je Magna Hungaria nahajala v gozdno-stepskih regijah Baškortostana, ki je danes del Rusije, ali natančneje na območju kušnarenkovske in karajakupovske kulture na območju južnega Urala. 

## Ozadje
Ko je menih Julijan, navdihnjen z različico Madžarske kronike, izvedel za obstoj Magnae Hungariae in dejstvo, da se je skupina Madžarov ločila od drugih in se ni selila proti vzhodni Evropi, v 30. letih 12. stoletja odpravil na vzhod, da bi jo poiskal. Med svojim potovanjem je "blizu velike reke Etil" naletel na madžarsko govoreče prebivalstvo. Reko so raziskovalci identificirali kot Volgo ali Kamo. Ozemlje je takrat pripadalo Volškim Bolgarom in se nahaja v današnji Baškiriji v južnem evropskem delu Rusije. Akademska polemika o tem, ali je Magna Hungaria dejansko prvotni dom Madžarov ali pa so se tja naselili med selitvijo proti zahodu iz Zahodnosibirske nižine, še nima odgovora. Po drugi znanstveni hipotezi Magna Hungaria ni niti prvotni dom Madžarov niti njihova prva stalna postaja na njihovi dolgi poti proti Evropi. Predniki vzhodnih Madžarov, ki jih je srečal brat Julijan, bi se morali po tej hipotezi seliti proti Magni Hungariji z juga. 
Po drugi akademski hipotezi je ime vsaj enega madžarskega plemena, verjetno plemena Gjarmat, povezano z Jurmati, kot se imenuje skupina prebivalstva Baškirije. Tradicionalne pogrebne običaje, zlasti rabo posmrtnih mask in prisotnost delov konj v grobovih, je bilo mogoče rekonstruirati zahvaljujoč odkritju pokopališča iz 9. ali 10. stoletja na sotočju Volge in Kame. Zanimivo je, da je oboje mogoče najti tudi na madžarskih grobiščih iz 10. stoletja v Panonski nižini. Večina raziskovalcev trdi, da so pokopališče ob sotočju uporabljali Madžari, ki so ostali v Magni Hungariji, potem ko so druge skupine zapustile ozemlje, ali pa Madžari, ki so kasneje prišli tja od drugod. 
Če je bila prvotna domovina Madžarov Zahodna Sibirija so se selitve proti zahodu začele verjetno med letoma 500 pr. n. št. in 700 n. št. Pomembna referenčna točka za zgodovinarje je prohorovska kultura, ki se je po dostopnih arheoloških podatkih razširila na območje današnje Baškirije okoli leta 400 pr. n. št. Migracija Hunov proti zahodu med letoma 350 in 400 n. št. je okoli leta 550 prisilila številne skupine prebivalcev Zahodne Sibirije na beg proti Evropi. 
S prihodom Hunov se je končala prevlada iranskih ljudstev nad evrazijskimi stepami. Oblast nad evrazijskimi pašniki so bolj ali manj neprekinjeno več stoletij imeli Sabiri, Avari, Onoguri, Hazari in druga turška ljudstva. Perzijski geograf in zgodovinar Abu Said Gardizi, dejaven v prvi polovici 11. stoletja, je štel Madžare za vejo Turkov,  kar sta prevzela tudi bizantinska cesarja Leon VI. Modri in Konstantin VII. Porfirogenet. Jezikoslovci so s trudom rekonstruirali približno 450 madžarskih izrazov, izposojenih iz turških jezikov pred letom 900. Nekatere posebej atavistične značilnosti pesmi madžarske folklore kažejo podobnosti s pesmimi Čuvašev, turške etnične skupine, ki je bila uveljavljena predvsem v Rusiji in Kazahstanu. Na podlagi teh značilnosti se sklepa, da so bili Madžari v dolgem obdobju, ki so ga preživeli v pontskih stepah, tesno povezani s Turki.

## Sklica
1. ↑  Macartney, 1953, str. 85-86
2. ↑  Fodor, 1975, str. 197